# Miya Tachibana
Miya Tachibana (en japonès: 立花 美哉) (Ōtsu, Prefectura de Shiga, Japó, 12 de desembre de 1976) és una nedadora de natació sincronitzada japonesa, ja retirada, guanyadora de cinc medalles olímpiques.
Va participar, als 21 anys, en els Jocs Olímpics d'Estiu de 1996 realitzats a Atlanta (Estats Units), on va aconseguir guanyar la medalla de bronze en la competició per equips de natació sincronitzada. En els Jocs Olímpics d'Estiu de 2000 realitzats a Sydney (Austràlia) aconseguí guanyar la medalla de plata en la prova de parelles així com en la prova per equips, uns metalls que va revalidar en els Jocs Olímpics d'Estiu de 2004 realitzats a Atenes (Grècia).
Al llarg de la seva carrera ha guanyat 6 medalles en el Campionat del Món de natació, entre elles una medalla d'or, i quatre medalles d'or als Jocs Asiàtics.